# And God Created Woman
Pour plus de détails, voir Fiche technique et Distribution.
And God Created Woman est un film américain réalisé par Roger Vadim, sorti en 1988. Il s'agit du remake de Et Dieu… créa la femme du même cinéaste.

## Fiche technique
- Titre : And God Created Woman
- Réalisation : Roger Vadim
- Scénario : R. J. Stewart
- Musique : Thomas Chase et Steve Rucker
- Pays d'origine : États-Unis
- Format : Couleurs - 1,85:1 - Dolby
- Genre : comédie romantique
- Date de sortie : 1988

## Distribution
- Rebecca De Mornay : Robin Shea
- Vincent Spano : Billy Moran
- Frank Langella : James Tiernan
- Donovan Leitch, Jr. : Peter Moran
- Judith Chapman : Alexandra Tiernan
- Thelma Houston : Chanteuse de la prison
- Gary Goetzman : Al Lawrence
- Kenny Ortega : Mike
- Christopher Murray (en) : Harold
- Gary Grubbs : Rupert Willis